# Метакса
Метакса́ (греч. Μεταξά) — греческий крепкий алкогольный напиток, производство которого было начато Спиросом Метаксой в Афинах в 1888 году. Исторические  «метакса» маркировалась сначала как «коньяк», затем как «бренди», но сегодня считается самостоятельной разновидностью крепких алкогольных напитков. 

## Производство

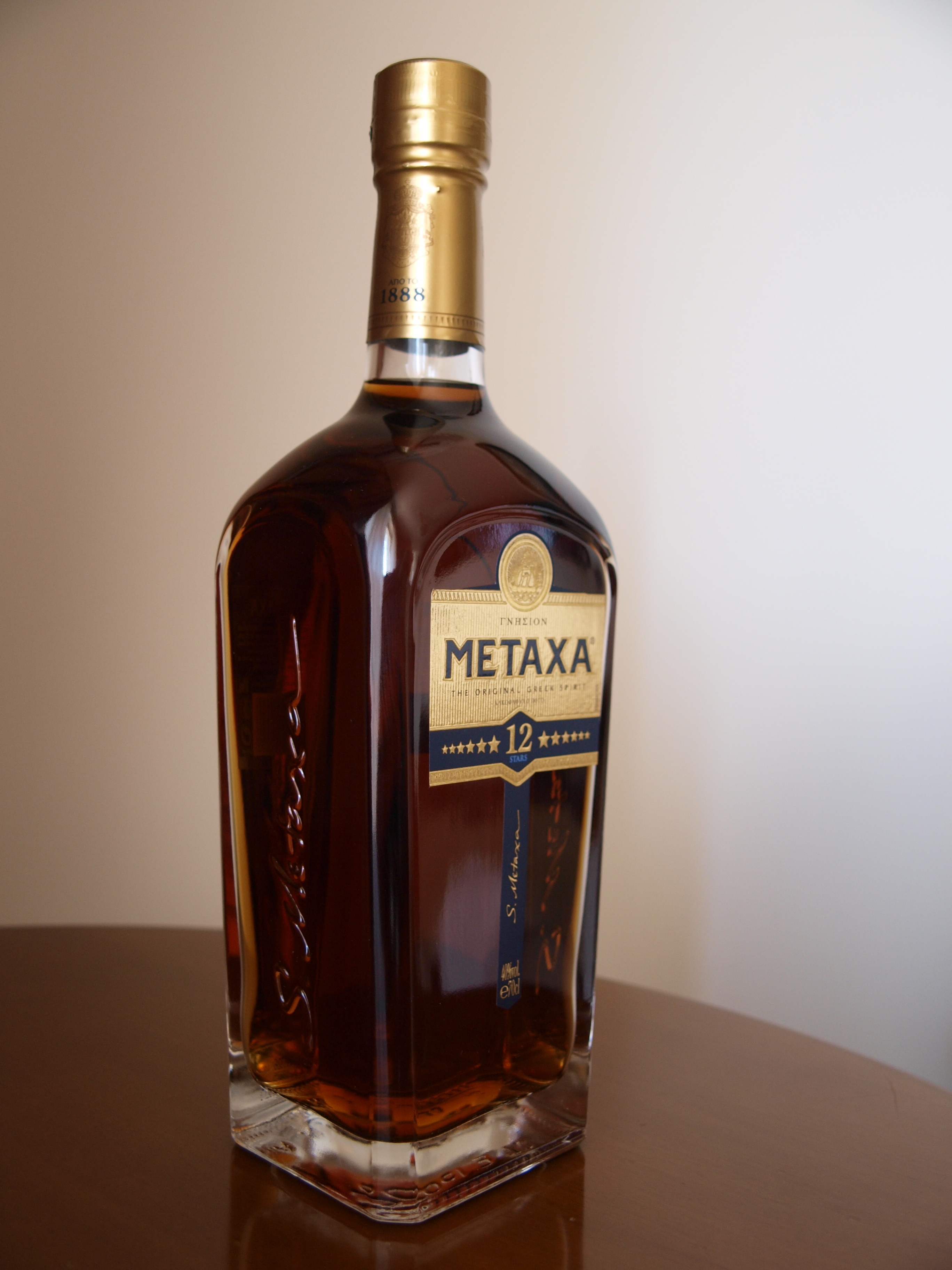
12-звёздочная Метакса

Метакса изготавливается из смеси выдержанных винных дистиллятов, получаемых из винограда из трех регионов Греции — Аттики, Коринфа и Крита. 
После выдержки в бочках в течение 12 месяцев из вина методом двойной возгонки получают дистиллят, вновь выдерживаемый в бочках из французского лимузенского дуба. 
Затем проводится марьяж, дистилляты купажируются с небольшим количеством мускатного вина с островов Самос и Лемнос, после чего в полученную смесь добавляются экстракты средиземноморских трав и растительные экстракты, включая экстракт розовых лепестков. 
Далее опять осуществляется выдержка, по окончании которой Метакса разливается по бутылкам и маркируется соответствующим количеством звёзд.
С 1968 года производство сосредоточено в пригороде Афин — Кифисии.
Технологии производства отличаются консерватизмом. Производство Метаксы сосредоточено на единственном заводе.  За качеством выпускаемого напитка следит главный купажист, именуемый Мастером Метаксы. За более чем 130-летнюю историю компании, Мастеров сменилось всего пять. По состоянию на 2019 год, Мастером Метаксы был Константинос Раптис, который на тот момент занимал свою должность свыше 25 лет. 
С 2000 года производство Метаксы принадлежит французской компании «Rémy Cointreau» («Реми-Куантро»), которая также выпускает французский коньяк «Реми Мартен» (Rémy Martin) и ликёр «Куантро» (Cointreau).